# Masonville (Iowa)
Masonville – miasto w Stanach Zjednoczonych, w stanie Iowa, w hrabstwie Delaware. W 2000 liczyło 104 mieszkańców.